# At Newport 1960
At Newport 1960 är ett musikalbum från 1960 av Muddy Waters, släppt på skivbolaget Chess Records. Albumet är inspelat live på Newport Jazz Festival den 3 juli 1960, och lanserades i november samma år. Albumet räknas som ett av de första brett tillgängliga albumen med liveinspelad bluesmusik. Trots att det inte nådde listplacering på sin tid räknas albumet som mycket inflytelserikt. Skivan är listad på plats 348 i magasinet Rolling Stones lista The 500 Greatest Albums of All Time.

## Låtlista
(upphovsman inom parentes)
1. "I Got My Brand On You" (Dixon) – 4:24
2. "(I'm Your) Hoochie Coochie Man" (Dixon) – 2:50
3. "Baby, Please Don't Go" (Morganfield) – 2:52
4. "Soon Forgotten" (Oden) – 4:08
5. "Tiger In Your Tank" (Dixon) – 4:12
6. "I Feel So Good" (Broonzy) – 2:48
7. "Got My Mojo Working" (Foster) – 4:08
8. "Got My Mojo Working, Pt. 2" (Foster) – 2:38
9. "Goodbye Newport Blues" (Hughes, Morganfield) – 4:38[2]

## Musiker
- Muddy Waters - gitarr, sång
- Otis Spann - piano, sång
- Pat Hare - gitarr
- James Cotton - munspel
- Andrew Stephens - bas
- Francis Clay - trummor